# Sakura-Gari

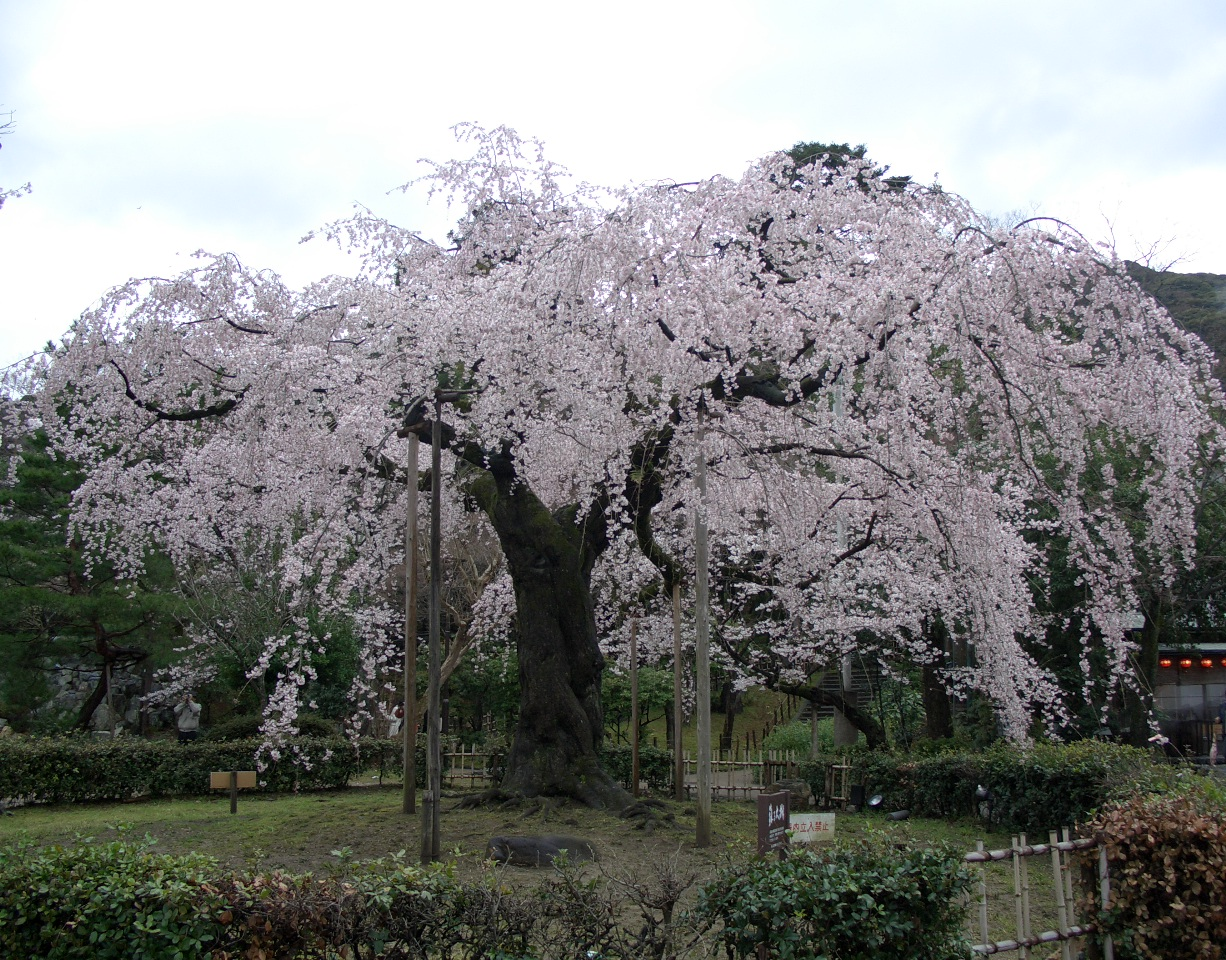
Un Sakura, l'arbre qui préside à l'histoire.

Sakura-Gari (櫻狩り) est un manga yaoi en trois tomes de Yū Watase, publié au Japon de 2007 à 2010 dans le magazine Rinka. La version française est publiée par Tonkam.

## Synopsis
L'histoire se déroule à Tokyo en 1920, et raconte la rencontre entre Masataka Tagami, un étudiant pauvre qui souhaite entrer à l'université impériale de Tokyo, et Soma Saïki, un aristocrate tourmenté à la réputation sulfureuse qui accepte de le prendre à son service et de l'héberger le temps que Masataka prépare l'examen d'entrée.